# Claude-Joseph Geoffroy

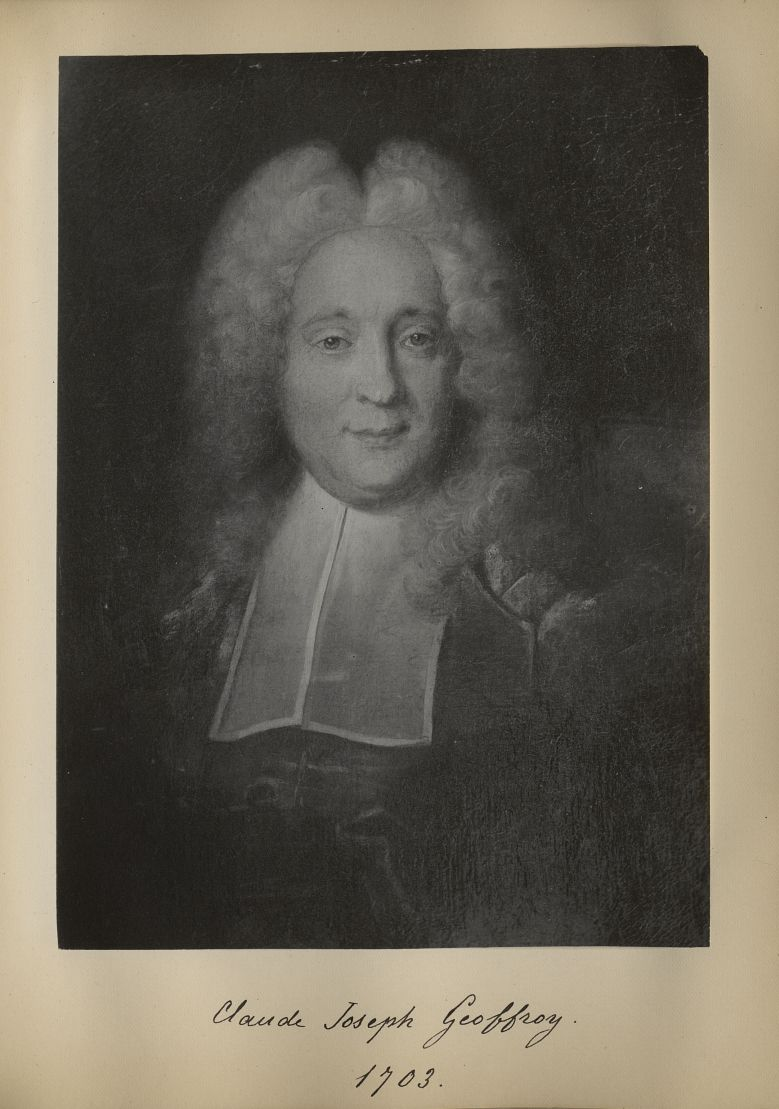
Claude-Joseph Geoffroy (1703)

Claude-Joseph Geoffroy, auch Geoffroy le Jeune (französisch für Geoffroy der Jüngere), (* 8. August 1685 in Paris; † 9. März 1752 ebenda) war ein französischer Botaniker, Mykologe, Chemiker und Apotheker.

## Leben und Werk
Geoffroy absolvierte eine Apothekerlehre mit dem Abschluss 1703 und übernahm 1708 die Apotheke seiner Eltern. Er studierte daneben Botanik bei Joseph Pitton de Tournefort und machte mit diesem botanische Exkursionen unter anderem in Südfrankreich. 1711 wurde er Mitglied der „Academie Royale des Sciences“ und wurde für die Jahre von 1718 bis 1720 mit der Aufsicht über die Apotheken von Paris betreut. 1715 wurde er auf Vorschlag von Isaac Newton zum Mitglied (Fellow) der Royal Society gewählt. 1731 wurde er als Inspektor für Pharmazie im Pariser Krankenhaus Hotel-Dieu ernannt.
Zwischen 1707 und 1751 veröffentlichte Geoffroy in den Memoires de mathematique et physique der Akademie eine Reihe von Beiträgen insbesondere zu Chemie und Botanik, beispielsweise über die Struktur und Funktion der Blüte („Observations sur la structure et l'usage des principales parties de fleurs“ 1711). Dabei vertrat er unter anderem die Auffassung, dass auch Pilze Blüten bilden würden. Es wird vermutet, dass er diese Ansicht im wesentlich auf die Erkenntnissen von Rudolf Jacob Camerarius stützte, der seine Entdeckungen über die Sexualität der Pflanzen zwar nicht publiziert, aber in Botaniker-Kreisen bekannt gemacht hatte.
Er untersuchte Farbstoffe und andere Inhaltsstoffe von Pflanzen. 1732 entwickelte er eine neue Methode der Herstellung der als Beruhigungsmittel verwendeten Borsäure (Umsetzen von Borax mit Schwefelsäure und Kristallisation). Sein dreibändiger Tractatus de materia medica von 1741 war das erste moderne wissenschaftliche Pharmakologie-Buch. Er erkannte, dass Kochsalz, Soda und Borax ein gemeinsames Element enthalten (Natrium).
Sein Bruder Étienne François Geoffroy, Geoffroy der Ältere,  Geoffroy l'Ancien (1672–1731) war französischer Chemiker und praktizierender Arzt.
Sein Sohn Claude François Geoffroy (1729–1753) gilt als Mitentdecker des Bismut.